# Драганюк, Кирилл Алексеевич
Кирилл Алексеевич Драганюк (рум. Chiril Draganiuc; 27 апреля 1931, Подойма, Каменский район, Молдавская АССР, Украинская ССР, СССР — 3 июня 2004, Кишинёв, Молдавия) — советский работник здравоохранения, главный врач республиканского туберкулёзного санатория «Ворничены» Каларашского района Молдавской ССР. Герой Социалистического Труда (1969). Доктор медицинских наук (1980).

## Биография
Родился 27 апреля 1931 года в селе Подойма Каменского района Молдавской АССР, ныне Приднестровской Молдавской Республики, в семье крестьянина.
В восемь лет потерял мать, во время Великой Отечественной войны жил на территории, оккупированной румынскими войсками. После освобождения Молдавской ССР, с 1944 года, трудился на колхозных полях. В 1950 году окончил среднюю школу.
В 1956 году окончил Кишинёвский медицинский институт (ныне Кишиневский государственный медицинский институт им. Н. Тестимицану) и два года работал участковым врачом, затем стал главным врачом Скулянской больницы Фалештского (ныне Унгенского) района. В 1958 году был назначен главным врачом республиканского туберкулёзного санатория «Ворничены» в Кодрах Каларашского (ныне Страшенского) района.
С 1972 года К. А. Драганюк работал директором Молдавского НИИ туберкулёза. В 1974—1990 годах занимал должность министра здравоохранения Молдавской ССР.
Занимался научно-исследовательской работой, стал автором свыше 30 научных работ, посвященных лечению легочного туберкулеза. Также занимался и общественной деятельностью — был депутатом Верховного Совета СССР 8-го созыва и депутатом Верховного Совета Молдавской ССР.
Умер 3 июня 2004 года в Кишинёве.

## Награды
- Указом Президиума Верховного Совета СССР от 4 февраля 1969 года за большие заслуги в области охраны здоровья советского народа К. А. Драганюку присвоено звание Героя Социалистического Труда с вручением ордена Ленина и Золотой медали «Серп и Молот».
- Также награждён орденом Трудового Красного Знамени (1986) и медалями, среди которых  «За доблестный труд в Великой Отечественной войне 1941–1945 гг.» и «За трудовую доблесть».[1]
- Отличник здравоохранения СССР (1959), Заслуженный врач Молдавской ССР (1968).

## Память
- Имя Кирилла Драганюка носит Институт пульмонологии в Кишинёве.

- Eго бюст находится на Аллее выдающихся врачей и учёных, в окрестности учебного корпуса № 1 им. Леонида Кобылянского, Государственного университета медицины и фармакологии имени Николая Тестемицану.
- В канун 85-летия со дня рождения Кирилла Алексеевича Драганюка на доме по улице Сергея Лазо в Кишинёве, где он жил, установлена мемориальная доска.[1]